# Izabeau Jousse
Izabeau Jousse, née le 15 janvier 1967 à Paris, est une artiste peintre et photographe française. Elle développe, depuis les années 1990, un travail centré sur la représentation du corps et du visage. 

## Biographie
Izabeau Jousse naît à Paris en 1967. Elle grandit à Laval, puis étudie l'art à Rennes où elle obtient en 1991 le Diplôme National d’Arts Plastiques
. Elle s’installe à Nantes en 1993
En 2021, elle cofonde la Galerie des Oubliés, un espace d’exposition consacré aux artistes méconnus nés au début du XXe siècle

## Carrière

### Parcours et démarche artistique
Le travail d’Izabeau Jousse se caractérise par un intérêt constant pour la représentation du visage et du corps.
Active depuis la fin des années 1980, elle oriente son travail vers la figure humaine, avec une place récurrente accordée aux sujets féminins.
Cette orientation est relevée par la critique, qui y voit un élément central de sa démarche. Sur le plan technique, elle travaille principalement à l’acrylique, associée à des pigments, pastels secs ou fusain, afin de produire des effets de relief, de transparence et de matière. Les surfaces sont obtenues par superposition de couches, grattage ou patine, et la préparation du support est réalisée par l’artiste elle-même.
Son approche, bien que figurative, intègre des distorsions et simplifications formelles. La presse a parfois rapproché son esthétique de celle d’Amedeo Modigliani, tout en soulignant des influences variées allant de Le Greco à Jean-Charles Blais.
En 1999, Art Actualité Magazine décrit ses œuvres comme «stables, lascives presque jouissives». Le même article insiste sur la dimension sensuelle et indépendante des personnages représentés. En 2004, la revue note une évolution vers une matière plus dense et un dessin moins prédominant, accompagnée d’une affirmation plus marquée des postures.
Dans un entretien accordé à Pratique des Arts en 1998, Izabeau Jousse décrit un processus de création basé sur l’accumulation et le travail de couches picturales, en insistant sur la dimension tactile de son travail et sur l’absence de discours théorique préalable.
Parallèlement à la peinture, elle mène un travail photographique. Sa série Bordéliques, réalisée avec Emmanuelle Caron, met en scène des intérieurs désordonnés dans une approche qualifiée de poétique par la presse. Cette série a été présentée dans Cosmopolitan, Photo Magazine, Télérama et Neon, et a fait l’objet d’une présentation dans l’émission Ouvert la nuit sur France Inter.